# Pat, el gos
Pat, el gos (títol original en francès, Paf, le chien) és una sèrie de televisió infantil animada per ordinador de coproducció internacional creada per Patrick Ermosilla. Es basa en el joc d'aplicacions mòbils Space Dog de Sylvain Seynhaeve. La sèrie tracta sobre les aventures del gos Pat mentre intenta salvar la seva propietària Lola dels problemes. Va debutar a La Trois de Bèlgica el 3 d'abril de 2017. S'ha doblat al català pel canal Super3.
La sèrie va tenir un gran èxit internacional i el 2020 es va estrenar una segona temporada amb 63 episodis de 7 minuts i 4 especials de 22 minuts, així com episodis derivats sobre el gat Hoodie.
Està produïda per Superprod Studio i Animoka Studios, en coproducció amb Toon Factory (temporada 1), Grid Animation (temporada 1) i Rai Fiction (temporada 1), en col·laboració amb el CNC i Pôle Image Magelis, amb la participació de Télétoon+, Canal+ Family, Rai Com, La Trois (temporada 1), OUFtivi (temporada 1), Ketnet (temporada 1), The Walt Disney Company França (temporada 2), France Télévisions (temporada 2) i Rai Ragazzi (temporada 2), i en associació amb Cofinova 12 (temporada 1) i SG Image 2018 (temporada 2).